# 다시 글레이저
다시 글레이저 캐시위트(Darcie Glazer Kassewitz)는 미국의 기업인이자 맬컴 글레이저의 딸로 퍼스트 얼라이드 코퍼레이션과 글레이저 패밀리 재단의 공동 사장이다.
1990년부터 대학에서 심리학을 전공해 수석으로 졸업하고 1993년 서퍽 로스쿨에서 학위를 받았다. 뉴욕주 변호사협회의 의원이며 글레이저 패밀리 재단의 공동 사장이다.
탬파베이 버커니어스의 경기장을 건설하는 등 스포츠계에서 활약하고 있다.